# 栄冠は躍る
『栄冠は躍る』（えいかんはおどる）は、1934年（昭和9年）に日本で製作・公開されたサイレント映画である。製作・配給大都映画。

## スタッフ
- 監督 : 大江秀夫
- 脚本 : 八代梨江
- 原作 : 宗惣一郎
- 撮影 : 富沢恒夫

## キャスト
- 隼秀人
- 琴路美津子
- 佐田豊彦
- 山吹徳二郎